# Leptiminus
Leptiminus (łac. Diocesis Leptiminensis) – stolica historycznej diecezji w Cesarstwie rzymskim w prowincji Byzacena, współcześnie w Tunezji. Obecnie katolickie biskupstwo tytularne.

## Biskupi tytularni
| Lp. | Biskup                           | Funkcja                                       | Od               | Do              |
| --- | -------------------------------- | --------------------------------------------- | ---------------- | --------------- |
| 1   | Heinrich Rüth                    | biskup-prałat Juruá (Brazylia)                | 21 czerwca 1966  | 26 maja 1978    |
| 2   | Leonard James Wall               | biskup pomocniczy Toronto (Kanada)            | 3 maja 1979      | 25 lutego 1992  |
| 3   | Brigido Agalpas Galasgas         | wikariusz apostolski Bontoc-Lagawe (Filipiny) | 6 lipca 1992     | 15 maja 1995    |
| 4   | Jesús Alfonso Guerrero Contreras | wikariusz apostolski Caroní (Wenezuela)       | 6 grudnia 1995   | 9 kwietnia 2011 |
| 5   | José Lampra Cà                   | biskup pomocniczy Bissau (Gwinea Bissau)      | 13 maja 2011     | 10 grudnia 2021 |
| 6   | John Bogna Bakeni                | biskup pomocniczy Maiduguri (Nigeria)         | 12 kwietnia 2022 |                 |